# Sietas Typ 104
Der Typ 104 ist ein Fluss-Seeschiffstyp der Sietas-Werft in Hamburg-Neuenfelde.

## Geschichte
Hergestellt wurde die Baureihe von 1978 bis 1987. Eingesetzt werden die Rhein-See-Schiffe vorwiegend in der kleinen und mittleren Fahrt. Sie besitzen je nach Version (104, 104a, 104b, 104c und 104d) unterschiedliche Längen und Transportkapazitäten sowie verschieden geformte Steven. Die Widor (Typ 104c) wurde mit werftseitig eingebauten Edelstahltanks abgeliefert. Drei Schiffe rüstete man nachträglich zu Tankern um, darunter die Birgit Jürgens, die nach dem Umbau zum Speiseöltanker als Typ 104d bezeichnet wurde.

## Technik

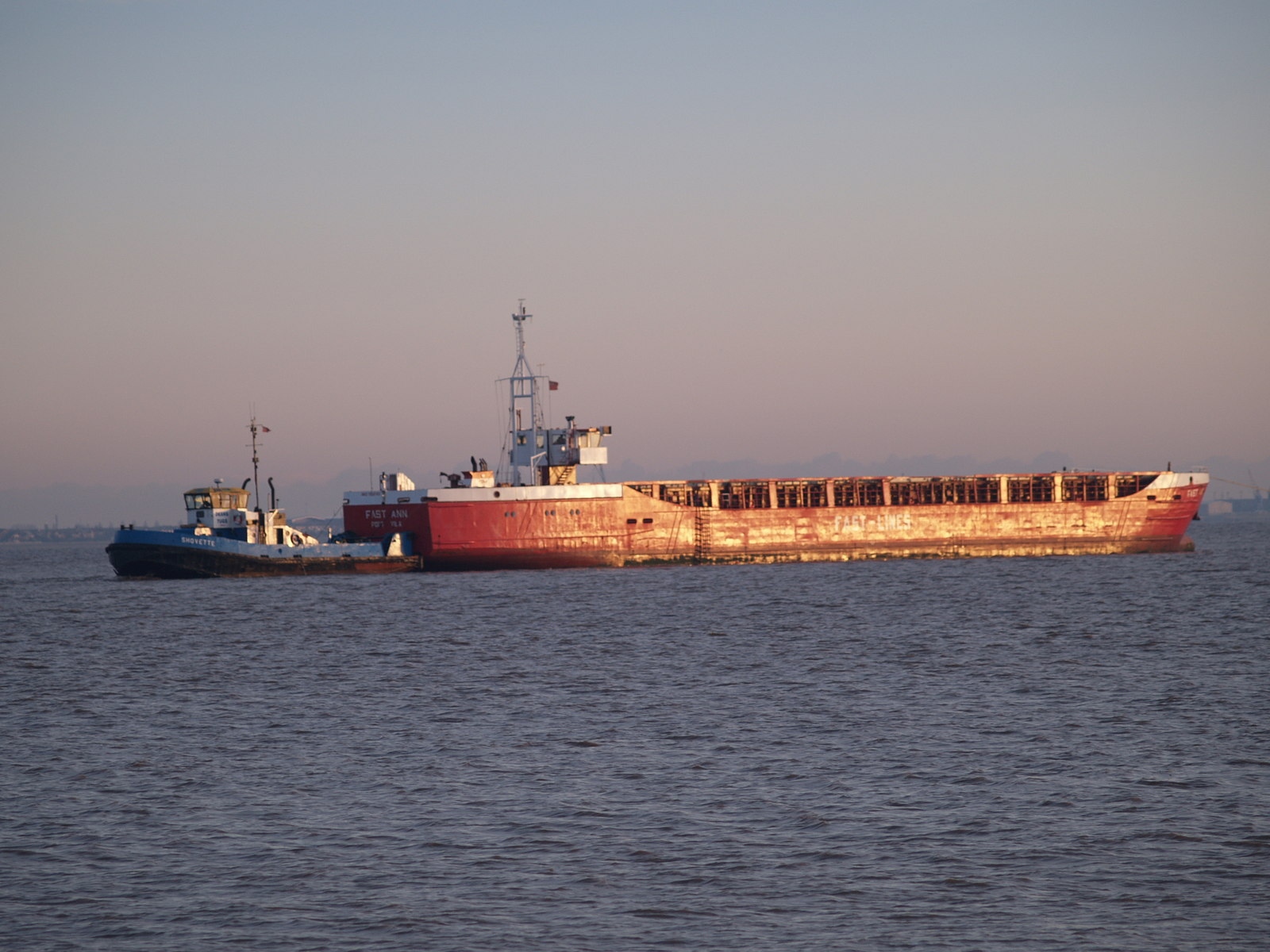
Die Fast Ann (ehemals Saphir) im Schlepp zur Verschrottung

Alle Schiffe der Baureihe sind flussgängig und haben hydraulisch absenkbare Ruderhäuser sowie klappbare Masten. Ihre eisverstärkten Rümpfe entstanden in Sektionsbauweise. Mit Ausnahme der nachträglich im Jahr 1987 entstandenen Widor werden sie von einem auf 441 kW gedrosselten Achtzylinder-Viertakt-Dieselmotor des Herstellers Klöckner-Humboldt-Deutz angetrieben. Bei den meisten Schiffe wirkt er über ein Untersetzungsgetriebe auf einen Festpropeller, einige Einheiten erhielten einen Verstellpropeller. Für An- und Ablegemanöver steht ein elektrisch angetriebenes Bugstrahlruder mit 132 kW Leistung zur Verfügung.
Die Schiffe des Typs 104 sind einheitlich 11,30 m breit, sie besitzen jedoch je nach Version unterschiedliche Längen und Transportkapazitäten. Der kastenförmige Laderaum (box-shaped) ist für den Transport von Containern und Schwergut verstärkt und hat vier versetzbare Schotten, die auch als Zwischendeck eingesetzt werden können. Je nach Ausführung wurden Faltlukendeckel oder stapelbare „Piggy-Back“-Lukendeckel verwendet. Bei Ablieferung sind alle Schiffe der Baureihe mit 499 BRT und einer Tragfähigkeit von rund 1.600 dwt vermessen worden.

### Typ 104
Die zwei gebauten Schiffe des Grundtyps 104 waren 73,09 m lang (69,82 m Lpp) und vom Kiel bis zum Oberdeck 5,20 m hoch. An Bord konnten 70 20-Fuß-Standardcontainer (TEU) gestaut werden, davon 42 unter Deck. Die Lukengröße betrug 43,18 m × 9,00 m. Das Typschiff Condor hatte einen maximalen Tiefgang von 3,39 m und einen Getreide-Rauminhalt von 2.152 m³ (2.123 m³ Ballenraum). Das zweite Schiffe des Grundtyps 104, die Angela Jürgens, hatte einen maximalen Tiefgang von 3,32 m und einen Getreide-Rauminhalt von 2.165 m³ (2.161 m³ Ballenraum). Beide Einheiten besaßen einen KHD-Dieselmotor des Typs RSBA 8 M 528. Im Jahr 1983 rüstete man die Condor durch den Einbau von sechs Edelstahltanks im Laderaum für den Transport von Kaolinschlamm (Porzellanerde) um. Im Jahr 1994 erfolgte ihre Neuvermessung mit 1.252 BRZ, 464 NRZ und einer Tragfähigkeit von 1.623 dwt. Das Schiff wurde 1998 vom Kaolintanker zum Speiseöltanker umgebaut.

### Typ 104a
Der Untertyp 104a, von dem sechs Schiffe gebaut wurden, besitzt eine Länge von 85,83 m (81,97 m Lpp). Die Höhe vom Kiel bis zum Oberdeck beträgt 5,20 m, der maximale Tiefgang 3,48 m. Die Schiffe haben einen Getreide-Rauminhalt von rund 3.260 m³ (3.247 m³ Ballenraum) und eine Containerkapazität von 90 TEU. Die Stephanie Siemer wurde bereits im Frühjahr 1981 mit 847 BRT, einem maximalen Tiefgang von 3,95 m und einer Tragfähigkeit von 2.422 dwt neu vermessen. In den 1990er Jahren wurden die Schiffe des Untertyps 104a mit rund 1.740 BRZ und einer Tragfähigkeit von rund 1.990 dwt vermessen.

### Typ 104b
Vom Untertyp 104b entstanden zwei Schiffe. Sie sind 80,94 m lang (77,77 m Lpp) und vom Kiel bis zum Oberdeck 5,40 m hoch. Der Tiefgang beträgt 3,30 m. Beide Schiffe wurden in den 1990er Jahren mit 1.441 BRZ und einer Tragfähigkeit von 1.795 dwt neu vermessen. Sie haben eine Containerkapazität von 80 TEU und einen Getreide-Rauminhalt von 2.444 m³ (2.425 m³ Ballenraum).

### Typ 104c
Das 1987 gebaute Einzelschiff Widor wurde zum Transport von Kaolinschlamm (Porzellanerde) in Auftrag gegeben. Es basiert auf dem Untertyp 104b, erhielt aber aufgrund der zwei werftseitig im Laderaum installierten Edelstahltanks eine eigene Typenbezeichnung. Zudem besitzt die Widor im Gegensatz zu den anderen Schiffen einen Sechszylinder-Viertakt-Dieselmotor des Typs Klöckner-Humboldt-Deutz SVB 6 M 628 mit einer Leistung von 599 kW. Sie ist 80,90 m lang (77,77 m Lpp) und vom Kiel bis zum Oberdeck 5,40 m hoch. Die Widor wurde bei Ablieferung mit 499 BRT und einer Tragfähigkeit von 1.635 dwt vermessen. Im Jahr 1994 erfolgte eine Neuvermessung mit 1.412 BRZ. Die eingebauten Kaolintanks wurden im Jahr 2004 beim Weiterverkauf des Schiffs entfernt.

### Typ 104d
Die 1980 abgelieferte Birgit Jürgens (ursprünglich gebaut als Typ 104a) wurde 2001 zu einem Speiseöltanker mit 2.491 m³ Tankkapazität umgebaut und bekam infolge des Umbaus die Typbezeichnung 104d. Das umgebaute Schiff wurde mit 1.756 BRZ und 2.208 dwt neu vermessen. Es ist 85,83 m lang (81,97 m Lpp, 84,17 m Freibordlänge). Die Höhe vom Kiel bis zum Vermessungsdeck beträgt 4,23 m, die Höhe bis zum Oberdeck 6,00 m.

## Schiffe
| Sietas Typ 104   | Sietas Typ 104 | Sietas Typ 104 | Sietas Typ 104 | Sietas Typ 104                    | Sietas Typ 104                         | Sietas Typ 104 |
| Bauname          | Typ            | Bau- nummer    | IMO- Nummer    | Kiellegung Stapellauf Ablieferung | Auftraggeber                           | Umbenennungen und Verbleib |
| ---------------- | -------------- | -------------- | -------------- | --------------------------------- | -------------------------------------- | --- |
| Condor           | 104            | 879            | 7803528        | 23.09.1978 21.11.1978 20.12.1978  | Paul Häse, Hammah                      | 1983 Umbau zum Kaolintanker, 1998 Umbau zum Speiseöltanker Bernice, 2008 Nani, am 21. September 2010 zum Abbruch in Aliağa eingetroffen                                                                                        |
| Angela Jürgens   | 104            | 880            | 7807407        | 06.10.1978 04.12.1978 30.12.1978  | Klaus Jürgens, Engelbrechtsche Wildnis | 1987 Sea Ruhr, 1993 Medwind→ 2000 Diarda Sun, 2005 Ocean Drop, am 8. Januar 2010 vor Piombino mit dem Fährschiff Oglasa kollidiert und im selben Jahr trotz geplanter Reparatur verschrottet                                   |
| Jan              | 104a           | 899            | 7910876        | 19.12.1979 29.12.1979             | Jürgen Stahmer, Jork                   | 1987 Umbau in Antwerpen zum Küstentanker Gent, 2001 Eva-H, 2003 Maria, 2005 Britt, 2005 Sea Light, so 2024 in Fahrt |
| Stephanie Siemer | 104a           | 895            | 7910864        | 10.12.1979 15.01.1980 19.02.1980  | Kurt Siemer, Lübeck                    | 1993 RMS Lettia, 1996 Stephanie S, 2004 Heimglimt, 2005 Alliance, 2008 Lis Weber, 2011 Lovinda, ab 2015 Auflieger im Iddefjord, am 23. Juni 2017 zum Abbruch in Grenaa eingetroffen und dort ab dem 29. Juni 2017 verschrottet |
| Rubin            | 104a           | 917            | 7928770        | 15.12.1979 26.01.1980 23.02.1980  | Transreeder Schiffahrt, Hamburg        | 1992 Fast Catrien, 2010 St.Catrien, am 8. März 2013 vor Kaliakra mit dem Frachter Lady Gul (IMO 9195731) kollidiert und danach verschrottet                                                                                    |
| Saphir           | 104a           | 918            | 7928782        | 28.01.1980 23.02.1980 28.03.1980  | Transreeder Schiffahrt, Hamburg        | 1992 Fast Ann, Anfang 2010 Motorschaden in Immingham, im Februar 2010 nach New Holland (North Lincolnshire) geschleppt und dort verschrottet                                                                                   |
| Pandor           | 104b           | 910            | 7924401        | 11.02.1980 05.03.1980 03.04.1980  | Paul Häse, Hammah                      | 1997 Wiebke D, 2018 Stefanie F, 2022 Coe Kaethe, so 2024 in Fahrt |
| Smaragd          | 104a           | 919            | 7928794        | 25.02.1980 18.03.1980 19.04.1980  | Transreeder Schiffahrt, Hamburg        | 1992 Fast Filip, 2010 St Filip, 2017 Pearl, so 2024 in Fahrt |
| Birgit Jürgens   | 104d           | 922            | 8002729        | 27.05.1980 02.07.1980 13.09.1980  | Klaus Jürgens, Engelbrechtsche Wildnis | 1988 Almar, 2001 Umbau zum Speiseöltanker, 2011 Fateh 1, am 1. August 2019 zum Abbruch in Alang eingetroffen |
| Eldor            | 104b           | 882            | 8104565        | 05.05.1981 04.06.1981 13.08.1981  | Paul Häse, Hammah                      | 2002 Amanda, so 2024 in Fahrt |
| Widor            | 104c           | 957            | 8717556        | 28.09.1987 24.11.1987 18.12.1987  | Paul Häse, Hammah                      | 2004 Entfernung der Kaolintanks und Umbenennung Laguepe, so 2024 in Fahrt |